# Gorogoa
Gorogoa è un videogioco rompicapo sviluppato da Jason Roberts e pubblicato da Annapurna Interactive. Il gioco è stato pubblicato il 14 dicembre 2017 per Windows, iOS e Nintendo Switch, e nei mesi successivi per Xbox One, PlayStation 4 e Android.
In Gorogoa il giocatore deve manipolare immagini disposte in una griglia due per due, esplorando all'interno di ogni immagine oppure affiancando o sovrapponendo fra di loro le immagini per formarne di nuove, per risolvere gli enigmi. Attraverso i rompicapo, il giocatore guida un ragazzo che dapprima incontra uno strano mostro in un paesaggio devastato dalla guerra. Il ragazzo cresce e finisce per diventare un anziano che riflette sul suo passato.
Il gioco, sviluppato esclusivamente da Roberts, avrebbe dovuto essere una graphic novel interattiva, per poi trasformarsi in un gioco che ha richiesto quasi sei anni per essere completato.
Ai Game Developers Choice Awards 2017, Gorogoa ha vinto come miglior gioco mobile/portatile, oltre ad aggiudicarsi il premio per l'innovazione. Ha vinto anche il premio come miglior debutto ai British Academy Video Games Awards del 2017 (era candidato anche nelle categorie "Artistic Achievement", "Game Innovation", "Mobile Game" e "Original Property").